# Linda Coleman-Madison

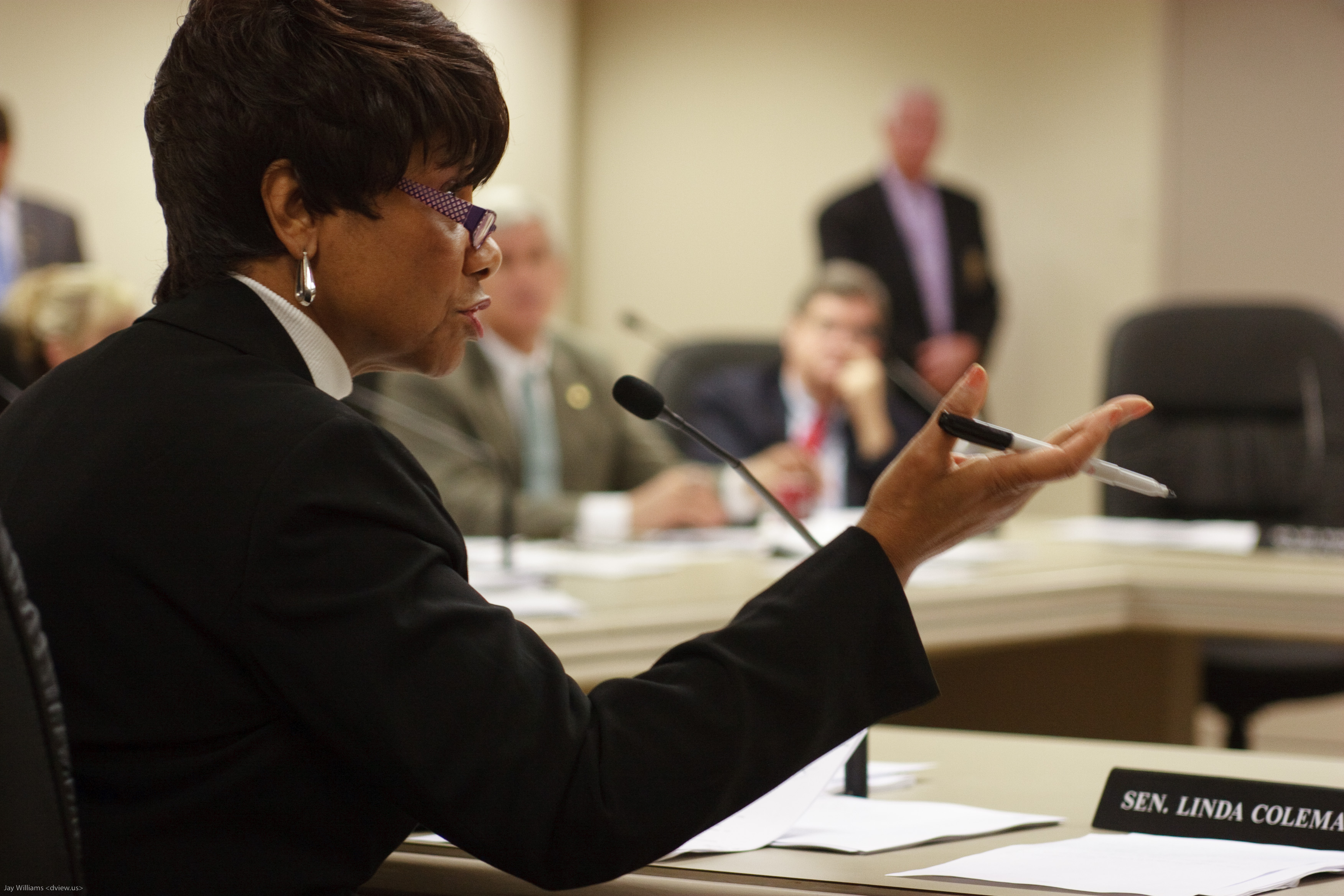
Linda Coleman-Madison (2014)

Linda Foster Coleman-Madison ist eine US-amerikanische Politikerin der Demokratischen Partei, die von 2002 bis 2006 Mitglied des Repräsentantenhauses von Alabama war sowie seit 2006 Mitglied des Senats von Alabama ist.

## Leben
Linda Foster Coleman-Madison begann nach dem Besuch der Westfield High School ein Studium am Birmingham–Southern College und an der Alabama Agricultural and Mechanical University, welches sie mit einem Bachelor of Science (B.S.) beendete. Ein postgraduales Studium an der University of Alabama at Birmingham schloss sie mit einem Master of Arts (M.A.) ab und arbeitete als Compliance Officer für Menschen mit Behinderungen. Des Weiteren war sie als Immobilienmaklerin und Schullehrerin sowie im Marketing tätig.
Nachdem Linda Coleman-Madison am 4. Juni 2002 die Vorwahl (Primary) mit 38,57 Prozent sowie am 25. Juni 2002 auch die Stichwahl (Runoff) mit 66,53 Prozent der Demokratischen Partei für den Wahlbezirk „60th District“ gewonnen hatte, wurde sie als Nachfolgerin von John R. Hilliard am 5. November 2002 mit 98,93 Prozent zum Mitglied des Repräsentantenhauses von Alabama gewählt und gehörte diesem bis zum 7. November 2006 an, woraufhin Earl Hilliard, Jr. neuer Abgeordneter wurde.
Am 6. Juni 2006 gewann Linda Coleman-Madison die Vorwahl für den Senatswahlkreis „20th Senate district“ mit 53,37 Prozent deutlich gegen die bisherige Senatorin Sundra Escott-Russell. Bei der Wahl am 7. November 2006 wurde sie daraufhin mit 79,57 Prozent für die Demokraten im Wahlkreis „20th Senate district“ erstmals zum Mitglied des Senats von Alabama gewählt und gehört diesem nach ihren Wiederwahlen am 2. November 2010 mit 99,08 Prozent, am 4. November 2014 mit 98,52 Prozent, am 6. November 2018 mit 98,34 Prozent sowie am 8. November 2022 mit 98,54 Prozent seither an. Zur Präsidentschaftswahl 2020 war sie Kandidatin der Demokraten für Alabama für das Wahlmännerkollegium (Electoral College). Sie engagiert sich darüber hinaus als Vorstandsmitglied und  Vorsitzende der Freiwilligenabteilung des Amerikanischen Roten Kreuzes in Birmingham, als Direktorin der National Foundation for Women Legislators, Inc. im Bundesstaates Alabama sowie als Vorstandsmitglied des Positive Maturity Board in Jefferson County. Sie ist Mitglied der katholischen Kirche Saint Mary’s in Fairfield und Befürworterin des Abtreibungsrechts. Sie stimmte gegen das Abtreibungsgesetz des Bundesstaates, das praktisch alle Abtreibungen verbietet, ohne Ausnahmen für Schwangerschaften, die aus Vergewaltigung oder Inzest resultieren. Sie schlug eine Änderung der Verfassung Alabamas vor, die den Bundesstaat verpflichten würde, Müttern, denen eine Abtreibung gesetzlich verwehrt wurde, kostenlose pränatale und medizinische Versorgung zu gewähren. Ihr Änderungsantrag wurde jedoch nicht angenommen.